# Gomphus acutus
Gomphus acutus là loài chuồn chuồn trong họ Gomphidae. Loài này được Bartenev mô tả khoa học đầu tiên năm 1930.